# Cyclopaedia
La Cyclopaedia, o Diccionario Universal de Artes y Ciencias (en cuyo subtítulo se indica: que contiene una explicación de los términos y una cuenta de los significados de las cosas en las varias artes, tanto liberales y mecánicas, y varias ciencias, lo humano y lo Divino) (dos volúmenes), fue una de las primeras enciclopedias, y fue publicada en inglés. Fue  publicada por Ephraim Chambers en Londres en 1728.

## Historia

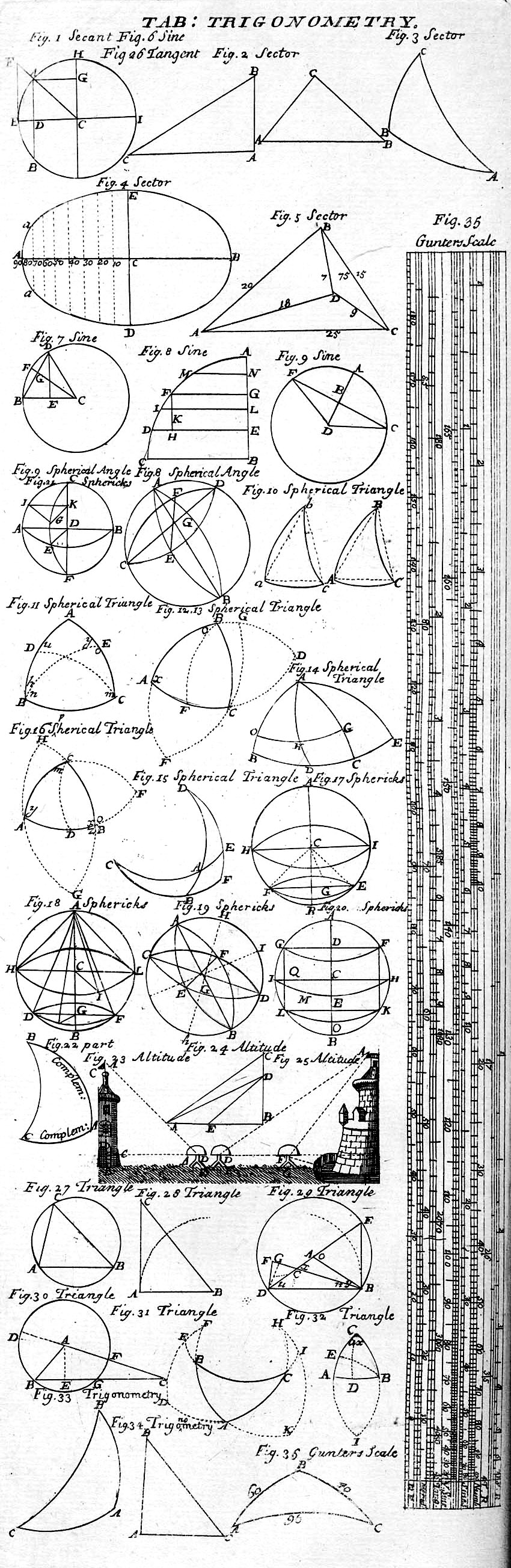
Tabla trigonométrica, Cyclopaedia, 1728.

Chambers puso énfasis en conectar los artículos dispersos relativos a cada tema con un sistema de referencias. En su prefacio describe un análisis de las divisiones del conocimiento, 47 en número, con listas clasificadas de los artículos que pertenecen a cada uno, previstas para servir como tablas de contenido y también como un directorio, indicando el orden en el que los artículos deben ser leídos.
Una segunda edición apareció en 1738, en dos volúmenes y 2466 páginas, corregidas en gran parte. Se añadieron algunos artículos y otros se ampliaron, porque Chambers estaba sobre aviso de un proyecto de ley en el parlamento británico conteniendo una cláusula para obligar a los editores de todas las ediciones mejoradas de libros a imprimir sus mejoras por separado, lo que tenía a los libreros alarmados. El proyecto de ley, después de pasar por los Comunes, fue inesperadamente rechazado por los Lores, pero temiendo que pudiera ser restablecido, los libreros pensaron que era mejor regresar a la versión anterior, aunque ya habían sido impresas más de veinte hojas.
Otras cinco ediciones fueron publicadas en Londres entre 1739 y 1751-1752, además de una en Dublín en 1742, todas con dos volúmenes. También se editó una traducción al italiano en Venecia (1748-1749) de la 4.ª edición en 9 volúmenes. Era la primera enciclopedia completa italiana. Cuando Chambers estuvo en Francia en 1739, rechazó ofertas muy favorables para publicar allí una edición dedicada a Luis XV.
Su trabajo fue juicioso, honesto y hecho cuidadosamente, y mantuvo su popularidad por largo tiempo. Pero tenía muchos defectos y omisiones, como el propio Chambers bien sabía, y cuando murió, el 15 de mayo de 1740, había reunido y arreglado material para siete nuevos volúmenes.
La Cyclopaedia de Chambers fue una inspiración para L'Encyclopédie de Denis Diderot y Jean le Rond d'Alembert.
Juan Lewis Scott fue contratado por los libreros para seleccionar los artículos que sirvieran para la prensa y proveer otros, pero abandonó la tarea antes de que el trabajo estuviera terminado. El trabajo se confió a continuación al Dr. John Hill (más tarde sir John Hill). El suplemento fue publicado en Londres en 1753, y constaba de 2 volúmenes, 3307 páginas y 12 grabados. Como Hill era botánico, la parte botánica, que había sido muy defectuosa en la Cyclopaedia, fue mejorada.
Abraham Rees (1743-1825), un famoso ministro religioso no-conformista galés, publicó una edición revisada y ampliada en 1778-1788, con el suplemento y las mejoras modernas incorporados en orden alfabético. Se publicó en Londres, y constaba de 2 volúmenes, 5010 páginas (no numeradas) y 159 grabados. Esta versión fue publicada en 418 números, vendidos a 6 peniques cada uno. Rees declaraba haber agregado más de 4400 nuevos artículos. Al final de la obra se incluyó un índice de artículos, clasificados bajo 100 encabezados, numerando cerca de 57 000 entradas y ocupando 80 páginas. Los encabezados, con 39 referencias cruzadas, estaban ordenados alfabéticamente.